# Meine Tante – Deine Tante (1956)
Meine Tante – Deine Tante ist eine deutsche Filmkomödie des Regisseurs Carl Boese aus dem Jahr 1956.

## Inhalt
Der vorbestrafte Tommy arbeitet verbotenerweise als Kofferträger am Bahnhof. Dort trägt er den beiden Ganoven Oscar und Theo, die gerade aus dem Gefängnis entlassen wurden, zwei Koffer ins Hotel, die diese zuvor der Künstlerin Lola entwendet haben. Im Hotel taucht noch der Komplize von Oscar und Theo auf, der junge Harry, der Tommy jedoch für einen weiteren Komplizen hält und vor ihm ausplaudert, dass die drei planen, eine Bank auszurauben. Als sie festgestellt haben, dass es sich bei Tommy nur um den Kofferträger handelt, versuchen sie die Situation zu retten, indem sie Tommy klarzumachen versuchen, dass alles nur ein Scherz gewesen sei. Tommy jedoch hat den Plan begriffen und versucht nun gemeinsam mit einem guten Freund, dem pensionierten Polizisten Berg, die drei zu überführen, um dann die Belohnung einzukassieren.
Währenddessen planen die drei Verbrecher den Einbruch. Tommy, der ihnen vorspielt, er wolle mitmachen, stattet in der Wohnung, die über dem Schalterraum der Sparkasse liegt und zwei abwesenden Afrikaforschern gehört, einen Besuch ab, um sie für den Einbruch zu mieten. Der anwesende Diener Gippner könnte das Geld gut gebrauchen, möchte jedoch nur an Damen vermieten. Aus diesem Grunde verkleiden sich Oscar, Theo und Tommy mithilfe der Kleider aus Lolas Koffer als Damen und beziehen die Wohnung.
An dem Abend, an welchem Oscar, Theo und Harry den Durchbruch zur Bank erledigen wollten, kommen völlig ungelegen die Besitzer der Wohnung nach Hause. Sie sind nach anfänglichen Schwierigkeiten begeistert von den weiblichen Untermietern, woraufhin der verkleidete Tommy mit ihnen ausgehen muss, damit die anderen in Ruhe nach unten vordringen können. Sie fesseln Gippner und hängen eine originalgetreue Fotografie des Schalterraums auf, die Harry, der sich als Architekt ausgegeben hat, noch zuvor gefertigt hat. Nun dringen sie in den Schalterraum vor und knacken den Tresor, was mit vielen Schwierigkeiten und zahlreichen kleineren Unfällen vor sich geht.
In der Zwischenzeit muss sich Tommy mit seinen beiden Begleitern in einer Bar amüsieren. In dieser tritt zufällig Lola auf, die ihre gestohlenen Kleider an Tommy erkennt und die Polizei ruft. Als diese an der Wohnung der Forscher angelangt ist, versuchen Oscar, Harry und Theo gemeinsam mit dem entwendeten Geld zu fliehen, woraufhin sie von Tommy und Berg geschickt in das nächste Polizeirevier gelockt werden.
Zuletzt ist Tommy doch noch Held des Tages und erfreut damit auch seine neue Freundin Helga.

## Kritiken
„Der Versuch, den Rififi-Bankeinbruch zu parodieren, endet in Langeweile und breitgetretener Situationskomik.“